# Hymn Transwalu
Transvaalse Volkslied był hymnem niezależnej republiki burskiej Transwal.
Słowa i muzykę napisała w 1875 Catharina F van Rees, na cześć 20 rocznicy powstania Transwalu.

## Oryginalny tekst holenderski
Kent gij dat volk vol heldenmoed
En toch zo lang geknecht?
Het heeft geofferd goed en bloed
Voor vrijheid en voor recht
Komt burgers! laat de vlaggen wapp'ren
Ons lijden is voorbij
Roemt in de zege onzer dapp'ren
Dat vrije volk zijn wij!
Dat vrije volk, dat vrije volk
Dat vrije, vrije volk zijn wij!
Kent gij dat land zo schaars bezocht
En toch zo heerlijk schoon
Waar de natuur haar wond'ren wrocht
En kwistig stelt ten toon?
Transvalers! laat ons feestlied schallen
Daar waar i=ons volk hield stand
Waar onze vreugdeschoten knallen
Daar is ons vaderland!
Dat heerlijk land, dat heerlijk land
Dat is, dat is ons vaderland!
Kent gij die Staat, nog maar een kind
In 's werelds Statenrij
Maar toch door 't machtig Brits bewind
Weleerd verklaard voor vrij?
Transvalers! edel was uw streven
En pijnlijk onze smaad
Maar God die uitkomst heeft gegeven
Zij lof voor d'eigen Staat!
Looft onze God! looft onze God!
Looft onze God voor land en Staat!